# Aucha nectens
Aucha nectens är en fjärilsart som beskrevs av Walker 1858. Aucha nectens ingår i släktet Aucha och familjen nattflyn. Inga underarter finns listade i Catalogue of Life.